# Mr. A-Z
Albums de Jason Mraz
Waiting For My Rocket To Come
(2002) We Sing. We Dance. We Steal Things
(2008)
Mr. A-Z est le deuxième album studio de Jason Mraz. Il est sorti aux États-Unis le 26 juillet 2005.
Mr. A-Z est produit par Steve Lillywhite, qui a auparavant travaillé avec Coldplay, le Dave Matthews Band, et les Rolling Stones. 
Le premier single, Wordplay, combine le style unique de Mraz : un mélange de hip-hop, jazz, pop et rock.

## Liste des chansons
1. Life Is Wonderful
2. Wordplay
3. Geek in the Pink
4. Did You Get My Message?
5. Mr. Curiosity
6. Clockwatching
7. Bella Luna
8. Plane
9. O. Lover (Opportunistic Lover)
10. Please Don't Tell Her
11. Forecast
12. Song For a Friend